# Wirtschaftswunder

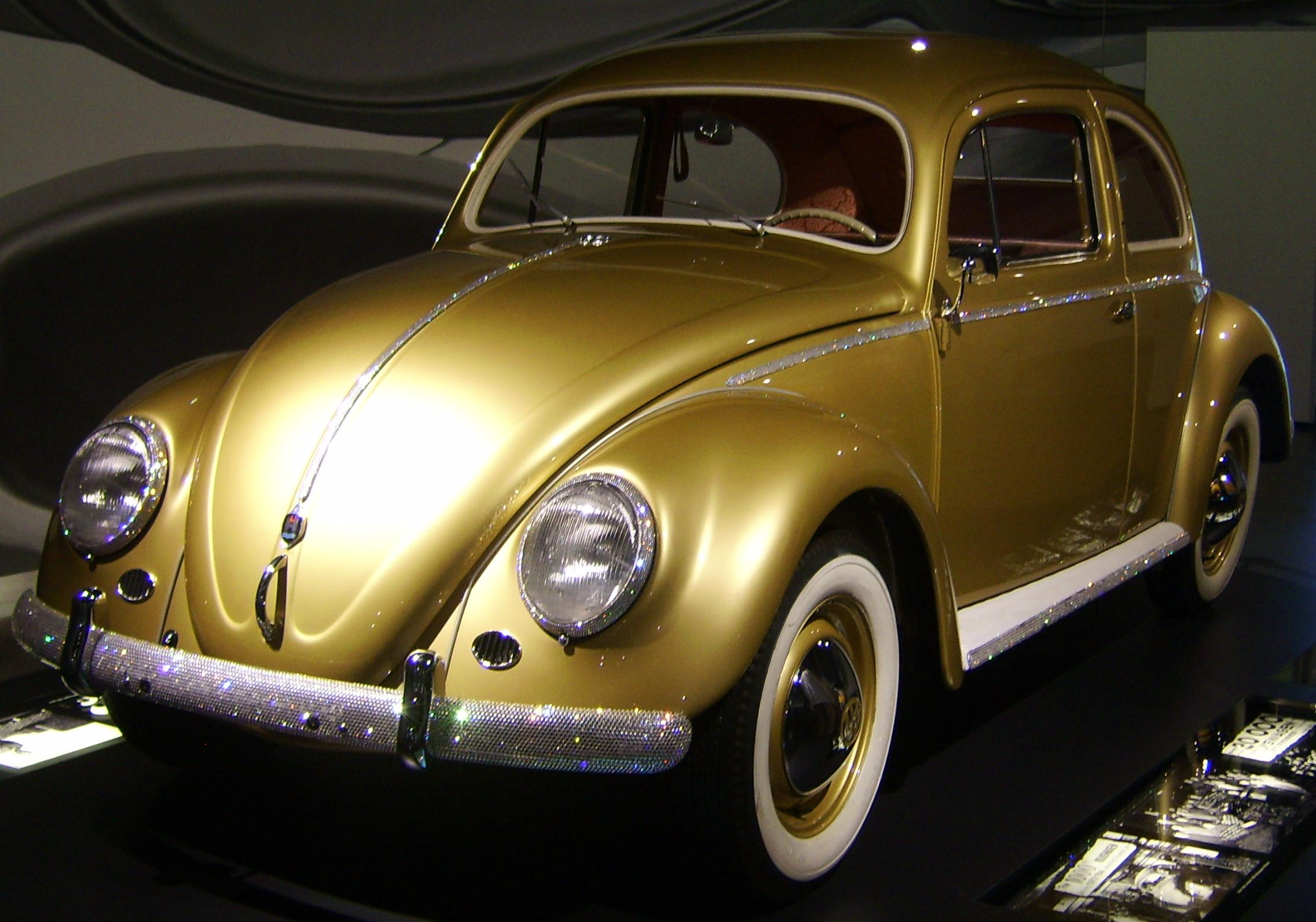
Volkswagenbubblan fick symbolisera Västtysklands ekonomiska framgångar.

Wirtschaftswunder ("ekonomiskt under"), på svenska ofta det "tyska undret" eller "västtyska undret", är ett populärt begrepp för uppbyggnaden av Västtyskland och Österrike efter andra världskriget och ekonomiska återhämtning under 1950- och 60-talen, som en del av den globala högkonjunkturen efter andra världskriget.
Det förknippas i Västtyskland starkt med förbundskanslern Konrad Adenauer och dess arkitekt näringsministern Ludwig Erhard. Det har blivit begrepp inte bara för den ekonomiska återhämtning som Västtyskland gjorde efter andra världskriget utan förknippas ofta även med landets återinträde i den internationella gemenskapen. 